# Comment qu'elle est?
Comment qu'elle est? (literalmente «¿Como es ella?» en español, conocida en español como El FBI y las damas en España y F.B.I. en Europa en México), es una película de suspenso y espionaje francesa de 1960 dirigida por Bernard Borderie y protagonizada por Eddie Constantine, Françoise Brion, André Luguet y Alfred Adam. Está basada en la novela de 1945 I'll Say She Does del escritor británico Peter Cheyney, protagonizada por el agente del FBI Lemmy Caution. Es parte de una serie de películas francesas que presentaban a Constantine como Caution, inspiradas en los libros de Cheyney, que tenía muchos seguidores en Francia.

## Argumento
El agente del FBI Lemmy Caution, enviado a París por su superior, y el general Rupert, jefe del servicio de contrainteligencia francés, están ocupados con el mismo asunto: rastrear a un espía conocido como Varley. A pesar de su vivacidad y su gusto por las bebidas fuertes, Lemmy será coronado en el puesto por los servicios franceses y, de vuelta en Washington, podrá intentar recuperar los hilos enredados de esta historia donde la propia sobrina de Rupert, Martine, es la doble de una aventurera y donde Girotti, dueño de un bar, no es otro que el famoso Varley.

## Reparto
Fuente:
- Eddie Constantine: Lemmy Caution, agente del FBI.
- Françoise Brion: Martine, sobrina de Rupert.
- André Luguet: General Rupert, jefe de contrainteligencia.
- Alfred Adam: Pascal Girotti, dueño de un bar / Varley, espía.
- Renaud Mary: Demur.
- Françoise Prévost: Isabelle.
- Fabienne Dali: Danielle.
- Darling Legitimus: Palmyre.
- Robert Berri: Dombie.
- Nicolas Vogel: Mayne.
- Jacques Seiler: Comisario.
- Henri Cogan: Zucco.
- Guy-Henry: Agente en el cabaret.
- Gérard Darrieu: Paulo.
- Marcel Pérès: Primer agente ciclista.
- Émile Genevois: Segundo agente.
- Billy Kearns: Charlie
- Albert Michel: Agente en el cabaret.
- Charles Bouillaud
- Georges Demas: Mesero de la Pomme d'or.
- Jean Landier: Vaudois, el cantinero.
- Charles Morosi: Paul-André Monselet, experto en comportamiento.
- Nicole Dore: Stripper.
- Colin Drake: General Flash.
- Michel Thomass: Hombre en la Pomme d'or.
- Dominique Zardi
- Elisabeth Fanty
- Ingrid Harrison

## Recepción
El Lexikon des internationalen Films alemán describe la película como «entretenimiento de serie de investigación basada en patrones bien conocidos».